# Центр ядерних досліджень і навчання «Чекмедже»
Центр ядерних досліджень і навчання «Чекмедже»  (тур. Çekmece Nükleer Araştırma ve Eğitim Merkezi, ÇNAEM) — головний турецький центр ядерних досліджень і підготовки фахівців атомної галузі. Організацію створено 6 березня 1958 року як підрозділ Управління з атомної енергії Туреччини (тур. Türkiye Atom Enerjisi Kurumu, TAEK) в західностамбульському районі Кючюкчекмедже. Сучасну назву організація отримала 12 серпня 1960 року — за місцем розташування. Нині центром керує професор Гюрсел Карахан.

## Історія
1956 року в Анкарі, за законом номер 6821, створено генеральний секретаріат Комісії з атомної енергії. Ця організація безпосередньо підпорядковувалась прем'єр-міністру країни. Того ж року з державного бюджету Туреччини виділено 760 000 турецьких лір (близько 270 000 доларів США за курсом того часу) для створення дослідного реактора і оплати його початкової експлуатації. 1982 року Комісію, відповідно до закону за номером 2690, реорганізовано в Турецьку адміністрацію з атомної енергії, також безпосередньо пов'язану з прем'єр-міністром.
1959 року в Туреччині на східному березі озера Кючюкчекмедже розпочато будівництво першого в країні ядерного об'єкта — будівлі для розміщення дослідного ядерного реактора. Відкриття центру відбулося 27 травня 1962 року, після завершення будівельних робіт і офіційного початку експлуатації реактора, створеного для наукових досліджень. На церемонії відкриття був присутнім президент країни Джемаль Гюрсель.

## Організація
Після накопичення досвіду і знань в галузі організації роботи ядерних об'єктів, 2010 року Центр ядерних досліджень і навчання (ÇNAEM) реорганізовано. Сьогодні в ньому шість основних відділів: відділ ядерної техніки, що займається застосуванням ядерної техніки в промисловості, медицині і наукових дослідженнях (таких як неруйнівні методи аналізу і радіофармацевтичні препарати); відділ ядерної електроніки, зайнятий виробництвом і калібруванням радіаційних моніторів і вимірювальних приладів, а також калібруванням обладнання для вимірювання іонізуючих випромінювань і дозиметрів для промисловості, медицини, спеціальних служб, а також у наукових цілях; відділ ядерних технологій, функції якого зводяться до вивчення і експлуатації дослідницьких реакторів, матеріалів для реактора (відповідно до міжнародних і національних правил ядерної безпеки, зокрема, угод з МАГАТЕ й аналогічними організаціями); відділ аналізу радіоактивності й аналітики, який аналізує радіоактивність усіх харчових, рідких, будівельних і подібних матеріалів, а також — моніторинг ґрунту й води з екологічними цілями; відділ управління відходами, що займається експлуатацією сховища радіоактивних відходів Кекмеціі (CWPSF) і переробкою радіоактивних матеріалів (крім того він проводить дослідження і створює технічні рішення в галузі ядерних відходів з низьким і високим рівнем радіоактивності й матеріалів для захисту від випромінювання — його функції здійснюються в рамках турецької національної програми керування ядерними відходами); відділ фізики, який розробляє заходи радіаційного захисту, контролю та ліцензування в сфері ядерних технологій, а також досліджує їх радіобіологічне застосування.
У разі ядерної та радіаційної аварійної ситуації відділ фізики проводить радіаційні вимірювання для захисту населення і навколишнього середовища від випромінювання.

## Дослідницькі реактори

### Реактор TR-1
1957 року компанія «American Machine and Foundry» (AMF) виграла конкурс на зведення першого реактора, в якому брали участь п'ять фірм з усього світу. Компанія запропонувала свій проєкт «під ключ».
Ланцюгова реакція в реакторі басейнового типу потужністю в 1 МВт, названому TR-1 почалася 6 січня 1962 року о 19:14 за місцевим часом. Після 15-річної експлуатації, в рамках якої реактор використовувано для виробництва радіоізотопів і експериментів з нейтронами (за допомогою променевих трубок), 9 вересня 1977 року його закрито через зниження потужності.

### Реактор TR-2
У 1970-х роках, у зв'язку зі зростанням попиту на ядерні дослідження та радіоізотопи у всій країні, в Туреччині спроєктовано другий дослідницький ядерний реактор, потужніший, ніж TR-1. Його основне застосування полягало у виробництві радіоізотопів. Реактор з вихідною потужністю 5 МВт, названий TR-2, введено в експлуатацію в тій самій будівлі, що й TR-1; він запрацював у грудні 1981 року, а виробництво радіоізотопів за його допомогою почато 1984 року.